# سيمون راسيل
سيمون راسيل (بالإنجليزية: Simon Russell)‏ (19 مارس 1985 كينغستون أبون هال المملكة المتحدة - ) هو لاعب كرة قدم بريطاني يلعب كلاعب وسط.

## وصلات خارجية
سيمون راسيل على موقع قاعدة بيانات كرة القدم.إي يو (الإنجليزية)
- سيمون راسيل على موقع Soccerbase.com (لاعب) (الإنجليزية)
- سيمون راسيل على موقع Soccerway.com (الإنجليزية)